# Botnia-69
Uppslagsordet "Botnia" leder hit. Se även Bottniska viken
Botnia-69 är en bandyklubb från stadsdelen Åggelby i Helsingfors, som grundades 1969. Den har vunnit finska mästerskapet fyra gånger, senast 2016. Klubbens värsta rivaler är HIFK Bandy, med vilka Botnia-69 ofta har kämpat om guldet i Bandyligan. Under de senaste tio åren har Botnia-69 dock harvat i bottenskiktet av serien. 
Klubben har sedan 2022 tränats av Tuomas Määttäs far Esa Määttä.  